# JDBC-ODBC Bridge
In informatica il driver JDBC di tipo 1, chiamato anche JDBC-ODBC Bridge, è un'implementazione di driver per i database che utilizza ODBC. Il driver converte le chiamate ai metodi JDBC in chiamate a funzioni ODBC. Un bridge di solito si usa quando non è disponibile un driver in Java per un certo database; in realtà questa situazione era più frequente tempo fa, quando JDBC non era ancora abbastanza diffuso.
Il driver è implementato nella classe sun.jdbc.odbc.JdbcOdbcDriver ed è fornito con Java 2 SDK, Standard Edition.
È dipendente dalla piattaforma, in quanto si serve di ODBC, che a sua volta utilizza le librerie del sistema operativo. L'uso di JDBC comporta anche che il driver ODBC corrispondente sia installato e sia supportato dal DBMS utilizzato. Perciò l'uso dei bridge è sconsigliato quando è disponibile un driver in Java.